# Gnidia sericocephala
Gnidia sericocephala är en tibastväxtart som först beskrevs av Carl Daniel Friedrich Meisner, och fick sitt nu gällande namn av M. Moss. Gnidia sericocephala ingår i släktet Gnidia och familjen tibastväxter. Inga underarter finns listade i Catalogue of Life.